# Simon Moycet
Simon Moycet, mort à Saint-Nicolas-de-Port le 11 avril 1520, est un prêtre catholique lorrain de la fin du XVe siècle et du début du XVIe siècle.

## Biographie
Simon Chouart, dit Moycet, est issu d'une famille notable de Saint-Nicolas-de-Port. Il est le frère (ou le fils) de Didier Moycet, marchand drapier anobli par le duc René II de Lorraine en 1487.
Prêtre séculier, Simon Moycet était chapelain de la chapelle Saint-Michel et Saint-Jacques de l'ancienne basilique de Saint-Nicolas-de-Port. Admodiataire de la cure et des biens du prieuré de Saint-Nicolas dépendant de l'abbaye bénédictine de Gorze et gouverneur de la fabrique de la basilique, il entreprit en 1481 la reconstruction de l'édifice en style gothique flamboyant. Cette œuvre, voulue par René II pour exprimer sa reconnaissance à Saint Nicolas après la victoire de Nancy, sera achevée une trentaine d'années après la mort du prêtre. En 1520, celui-ci fut inhumé au milieu de la nef de l'église dont il avait dirigé la reconstruction.
La statue de Simon Moycet, placée sur sa tombe et le représentant agenouillé devant le maître-autel de la basilique, fut détruite pendant la Révolution, en même temps que la plaque de cuivre sur laquelle était inscrite son épitaphe. Un siècle plus tard, en 1892, Émile Badel profita de la réfection du dallage de la nef pour retrouver les ossements du prêtre. À cette occasion, un nouveau tombeau fut commandé à Victor Huel père puis érigé l'année suivante dans la première chapelle latérale gauche du bas-côté nord.
La rue sur laquelle s'ouvre le portail de la basilique porte le nom de Simon Moycet.